# フレラバ 〜Friend to Lover〜
『フレラバ 〜Friend to Lover〜』（フレラバ フレンドトゥーラバー）は、SMEEより2013年6月28日に発売されたアダルトゲーム。2015年3月26日には加賀クリエイト→テイジイエル企画→エンターグラムよりPlayStation Vita移植版『Friend to Lover 〜フレラバ〜』が発売された。

## 概要
新学年に進級したことをきっかけとして、夏までにヒロインと恋愛関係になることを目指して積極的なアプローチを仕掛けていく、恋愛アドベンチャーゲームである。
プレイヤーは複数のカテゴリから構成された多数の選択肢から適切な会話を選び、ヒロインと仲良くなっていく。ただし、必ず選ばないといけない選択肢などは設定されておらず、Twitterの公式アカウントでも「例えば『常に一番左の会話トピックを選んで、必ず上にある選択肢を選び続ける』という単調プレイでも全キャラ告白まで行き着きます」と発言している。また、複数のヒロインの好感度を上げていくと、直前に会話したヒロインとは別のヒロインが嫉妬する会話イベントが導入される。
ゲームの流れとしては、（岬を除いた）ヒロインに関するエピソードを描いた通常ルート→ヒロインを攻略する通常ルート→告白→個別ルートの流れになっている。これは『ラブラブル 〜lover able〜』の通常ルート→『らぶでれーしょん!』の通常ルート→個別ルートに近い流れとなっており、スタッフもTwitter上で「位置的にはらぶでれとラブラブルの間に入ります」と発言している。
ストーリーよりもキャラクターの魅力を描くことに重きを置いていることもあってか、本作にはヒロイン以上に個性の強いサブキャラクターが登場するのも特徴である。

## ストーリー
主人公は友達とバカやっているのも楽しいが『俺だって健全な男の子！彼女が欲しい』と思っており始業式直後の教室で『彼女を作る！』と宣言した。

## 登場キャラクター

### メインキャラクター
青葉 恭介（あおば きょうすけ）
今作の主人公。名前は変更可能。
城彩学園に通うごく普通の学生。生まれた頃から母子家庭で、現在も母親とマンションで二人暮らし。
常々彼女が欲しいと思っていたが、2年に進学した今年に開き直り教室で「彼女を作りたい」と大声で宣言した。勉強は苦手だが、日雇いバイトで体を鍛えているのか運動はそこそこ得意。
理奈ほどでは無いが、ゲーセンのリズムゲームが得意でハードくらいならパーフェクトクリア可能。
皆原 陽茉莉（みなはら ひまり）
声：東かりん
クラスメイトの一人で恭介の幼馴染み。
両親同士の仲が良く、本人も子供の頃は恭介にくっついて一緒に遊んでいたが、引越しなどの事情により進学して同じクラスになるまで疎遠になっていた。
ハムスター愛好家でぬいぐるみ等のグッズに留まらず現在はハムスターを5匹（ハム夫、ハム美、ハム吉、ハム五郎、まさこ）飼っている。
また映画好きで、特にホラー映画を好んで観る。その反面、性的な会話や下ネタを苦手とする。
子供の頃から父親によく居酒屋に連れて行かれた影響でホッケや明太子などの肴を好む一方、手先が不器用で料理は全くできない。母親に似たのか一見大人しそうだが、怒ると実は怖い。
好きな相手の手を甘噛みするという少し変わった愛情表現をすることがある。
望月 理奈（もちづき りな）
声：あじ秋刀魚
陽茉莉と入れ替わるような形で仲良くなったクラスメイトの女友達。友人としての仲は良いが「恭介と恋愛関係になるとかありえない」と公言している。
成績優秀、運動神経抜群、容姿端麗で人付き合いも上手く友達も多い。また現在はマンションで一人暮らしの為、生活能力が高い。その一方で泳げない、雷が鳴ると恐怖で取り乱してしまうなど弱点もある。
両親は海外で会社を経営しているが、仕事とお互いを優先するあまり娘の誕生日すら覚えていない。
ゲーム全般が得意で、特に音楽ゲームは最高難易度の譜面を見ないでパーフェクト出せる程の腕前で、全国大会への出場経験もある。
柊 ゆずゆ（ひいらぎ ゆずゆ）
声：秋野花
クラスメイトで席が隣の女子。
気性が荒く他者を突き放す態度を取るためにクラスから孤立しているが、自ら他人との接触を避けており意にも介さない。胸が大きく男性の注目を集める事もあり特に男性は｢エロい事しか考えていない｣として露骨に嫌っている。
ただし過去のとある経験により粗暴な態度を取っているだけで、本来は他人を思いやれる優しい性格の持ち主。シャルロットという名前のポメラニアンを飼っており、恭介に｢ポメ太郎｣と呼ばれることを嫌っている。
水泳が非常に得意で、非公式記録ながら全国大会レベルの記録を保持しているが本人は趣味レベルでやっているため公式大会に興味はない。また「クラゲとか藻などでヌルヌルして気持ち悪い」といった理由で海や川は苦手。
弟の面倒を見ている事もあって家事全般は一通りこなせる。
沢渡 岬（さわたり みさき）
声：水邑琴音
1つ年上の先輩。
目を引く美しい髪や品性溢れる言動などから上級生の間では男女問わず特別視されており「婚約者がいる」「父親は国会議員」など様々な噂があるが、実際は八百屋の娘で少し口下手で物静かな普通の女性。
上記の通り特別扱いされており、親衛隊のような連中が他人を寄せ付けようとしないために友達がいない。それ故に｢友達｣という関係に強い憧れや拘りを持っている。
大人しい性格ではあるが、恭介のボケに対してボケ返したりと意外とノリは良く、恭介がちくわを使って披露した「ちくわキャノン」というネタを気に入り、家で親に同じことをして怒られる場面も存在する。
実はかなりの匂いフェチで、ミニファンディスクでは恭介が要らなくなったものを片っ端から集め、それらに付いている恭介の匂いを堪能しているという趣味が判明する。
彼女のみゲーム開始時は知り合いですらなく、他のキャラを攻略しようとすると一切登場しない事や、自己紹介をするまでは名前が『???』となっており1日に1回しか会えない等、他のキャラとは少々扱いが異なる。
プレイヤーに立ち位置の遠さを感じてもらうために初登場時は後姿しか登場せず、その後設置されたボタンをクリックしてカウントを稼ぐことで初めて正面姿が公開されるという仕掛けが施された。

### サブキャラクター
野々村 智美（ののむら ともみ）
声：鈴音華月
陽茉莉の親友で、彼女の事を「ひまひま」と呼ぶ。はやりものとイケメンが好きでホラー映画が苦手。
陽茉莉を弄って遊ぶのが趣味だが、やり過ぎた結果ホラー映画を一緒に観賞というカウンターを受ける事もある。
ミニファンディスクの陽茉莉シナリオでもアイドルの追っかけをやっているが、連日のように陽茉莉から惚気話を聞かされてうんざりしている。
綾部 まひろ（あやべ まひろ）
声：西乃ころね
理奈の親友で、恭介とも昨年クラスメイトだったため交流がある。学生とは思えない大人びた雰囲気を醸し出している。
風紀委員に所属しているが、気分が乗らない時は全力でサボったり理奈とゲームセンターへ遊びに行ったりするなど、規則を重視しているわけではない。
また見た目に反し運動も得意で、バスケットボールで理奈とチームを組むと誰も太刀打ち出来なくなる。
理奈と恭介は恋人としての相性がいいと思っている。
水澄 真子（みすみ まこ）
声：白州妙
ゆずゆの後輩。
ゆずゆの「私の泳ぐ時間が減るから水泳部には来るな」という部活紹介で逆に水泳とゆずゆに興味を抱き入部した。
ゆずゆからは疎ましがられていることについてはあまり気にしていない。
瀬野 元気（せの げんき）
声：蝦押丈
恭介のクラスメイトで友人。
名前通り元気はいいが、金にルーズで恭介や桃から借金をしている。彼女欲しさに積極的に行動しているがナンパは失敗、写メを送った途端音信不通になるなど結果は芳しくない。
「姉に雰囲気が似ている」という理由で理奈の事が少々苦手。
須賀崎 桃（すがさき もも）
声：夏村伊介
恭介のクラスメイトで友人。
容姿もそこそこ良く性格もいいので黙っていればそれなりにモテるのだが、トカゲ相手に発情するほどのリザードマン愛好家であるため、女子からは避けられており、特にゆずゆからはトカゲ野郎と呼ばれている。
元気や恭介、理奈はそれなりについてこれるがそれでも軽く引いている。
家が裕福なのか、毎月の小遣いは50000円。恭介同様に元気に金を貸しており、元気の対応次第では口調が激変し、周囲からは「ブラック桃｣という通称で恐れられている。
近藤 正義（こんどう まさよし）
声：西岡賢吾
クラスの担任。
名前がせいぎと読める事から｢ジャスティス｣と呼ばれており、内心では嫌がっている。結婚はしているが生活はかなり悲惨であり、妻から毎月の小遣いとして2000円もらっている。
恋愛に関しても自身の悲惨な結婚生活から大切だと思っており、文化省を逆さまにしても教えてはもらえないから自分で学べと話している。また、日本の教育を真っ向から否定するような発言が多い。
声が大きいため、たまに智美が驚いてしまうこともある。
皆原 陽子（みなはら ようこ）
陽茉莉の母親で、恭介の母親とは飲み友達。
佐藤（さとう）
クラスメイトの一人。立ち絵なし。下の名前は不明。
普段はキャラづくりのためにモチョッピィというキャラでやっているが限界を感じる事があり、正義に相談する事もある。
ゲーム中の表示はずっとモチョッピィのままである。
『ピュア×コネクト』にも同様のキャラが出てくるが、同一人物かどうかは不明。

### ゲストキャラクター
以下のキャラクターは『ピュア×コネクト』からのゲストキャラクターである。
紺野 彩里沙（こんの ありさ）
声：森谷実園
3年生で、水泳部に顔見知りがいる。恭介にアドバイスをするときがある。晴実ベイサイドシティにあるベーカリーレストランでアルバイトをしている。
篠崎 あゆみ（しのざき あゆみ）
声：井ノ上花
陽茉莉と同じ委員会に所属する3年生。穏やかで笑顔が絶えないが、たまに失敗する。彩里沙と同じレストランでアルバイトをしている。

## 開発
ディレクターの宅本うとは、Game-Styleとのインタビューの中で、恋人のデートとのドキドキ感を表現したいという思いで本作を製作したと述べている。
本作はヒロインとの関係が友達からスタートするため、ヒロインとの関係の深さに合わせた衣装が多数用意された。衣装は制服と私服とデート時の服装と、パジャマ、そして水着が用意されており、このうち水着以外の衣装は春と夏の分も用意されたため、ヒロイン1人につき9パターンの服装が用意されたことになる。これ付け加えて、小物やカバンも用意された。制服等のデザインを担当したあめとゆきはGame-Styleとのインタビューの中で、「普段はカバンをほとんど描かず、余所行きの服装が出てくる場面でもカバンに力を入れて描いたことがなかったため、本作を制作するにあたっては季節や服装に合わせることを意識した」と振り返っている。
本作では「どの子もかわいい」という宅本の方針により、センターヒロインというものは用意しておらず、PC版のパッケージも四等分したスペースにヒロインが描かれるという構図がとられた。

### キャラクター設定
宅本はギャルゲーにおける幼馴染キャラの距離の近さに違和感を感じていたため、主人公の幼馴染である陽茉莉はあえて主人公との距離が置かれ、「序盤は異性としての目覚めもありぎくしゃくとした関係だったが、付き合った後は主人公と対等な関係になる」という変化の流れが構築された。
また、陽茉莉を良くも悪くも色気のない凡人として設定されており、デザインの指定も「少しふわっとしたどこにでもいる少女」というものだった。
あめとゆきは陽茉莉のキャラクターデザインも務めており、「ハムスターのように手になじむ感じ」の少女をイメージしながら、親しみやすい可愛さを意識しながら陽茉莉をデザインした。また、「陽茉莉」という名前にジャスミンを示す「茉莉」の単語が入っていたことから、白い花のイメージが付与され、白い花をモチーフにした衣装や小物が取り入れられた。宅本はあめとゆきのデザインについて感心しており、「低スペックのキャラクターながらも、デザインからは低スペック感が出ておらず、ギャップを出すことができた」と述べている。
主人公の同級生である理奈は、シナリオライターの早瀬ゆうの「好き勝手言える仲にある異性を落としたい」という願望から生まれたキャラクターであり、「序盤で主人公とは付き合わないと公言したものの、付き合った後は主人公だけにしか見せない一面を見せる」という変化の流れが構築された。理奈のキャラクターデザインはREIが担当しており、モデルのようなスタイルの少女としてデザインされた。
同じく主人公の同級生であるゆずゆは、『ラブラブル』の時点から構想が練られていたキャラクターであり、既存のギャルゲーに理不尽暴力系のヒロインがいなかったため起用された経緯を持つ。ゆずゆの設定に当たり、宅本は「主人公がヒロインにいいように振り回されるのが嫌だったため、そのような要素は排除することを意識した。その一方、どんなにゆずゆが我を出して周囲を遠ざけても、それを上回る主人公が正面からからかってくるため、ゆずゆも自分を正直に表現してお互いに体当たりのコミュニケーションを構築していくキャラクターとして設定した。」とGame-Styleとのインタビューの中で述べている。ゆずゆ役を務める秋野花には、付き合う前と後で演技を別人のようにしてほしいという指示が出された。ゆずゆのキャラクターデザイナーはひなたももが務めており、ネコ科の動物のような性質を取り入れたいという宅本の意向から、リボンが虎のようなデザインにされた。
主人公の先輩である岬は、高嶺の花として設定されており、その距離の遠さを示すために、最初は後姿しか公開されなかった。宅本は「本当は存在を出すこともしたくなかったが、新作で3ヒロインでは絶対押せないため、それに対する最大限の抵抗として後姿という形にした」と述べている。岬のキャラクターデザインに当たり、宅本から「黒のロングヘアで、アクセサリ等はつけないこと」という指定が示された。

## 開発スタッフ
- 監修 - 宅本うと
- 原画 
  - あめとゆき（皆原 陽茉莉、沢渡 岬）
  - ひなたもも（柊 ゆずゆ）
  - REI（望月 理奈）
  - かのら（サブキャラクター）
- シナリオ - チームフレラバ（早瀬ゆう、木村ころや、柊晴空、松倉慎二）
- BGM - Angel Note

## 主題歌
フレラバ 〜Friend to Lover〜
オープニング主題歌「quantum jump」
作詞 - 真里歌 /  作・編曲 - Meis Clauson / 歌 - 真里歌
エンディングテーマ「二人のアルバム」
作詞 - 夏希美羽 / 作・編曲 - 椎名俊介 / 歌 - 夏希美羽
Friend to Lover 〜フレラバ〜
オープニング主題歌「eclosion」
作詞 - kala / 作・編曲 - 椎名俊介 / 歌 - 西沢はぐみ
皆原陽茉莉エンディングテーマ（キャラクターソング）「and happy」
作詞 - kala / 作・編曲 - 椎名俊介 / 歌 - 皆原陽茉莉（東かりん）
望月理奈エンディングテーマ（キャラクターソング）「Good Night」
作詞・作曲 - kala / 編曲 - R.East / 歌 - 望月理奈（あじ秋刀魚）
柊ゆずゆエンディングテーマ（キャラクターソング）「シャルロットの憂鬱」
作詞 - Riryka / 作・編曲 - 井ノ原智 / 歌 - 柊ゆずゆ（秋野花）
沢渡岬エンディングテーマ（キャラクターソング）「この声を聞いてね」
作詞 - 中山♡マミ / 作・編曲 - 篠原瑞希 / 歌 - 沢渡岬（水邑琴音）

## 反響

### 人気投票
本作のPC版は、Getchu.comの美少女ゲーム大賞2013の総合部門の14位にランクインした。

### 批評
美少女ゲーム大賞2013では投票者から本作に関する感想や意見が寄せられており、「ヒロインと付き合うまでの過程や、付き合った後の過程を楽しめた」（総合部門）や「選択肢が一つ違うだけで反応が変わるので、すべての選択肢を選んで楽しんだ」（システム部門）といった好意的な意見も寄せられた一方、「陽茉莉ルートにおいて延々とループするバグを改善してほしい」（キャラクター部門）という指摘も寄せられていた。
PlayStation Vita移植版の『Friend to Lover 〜フレラバ〜』が、ゲーム雑誌「週刊ファミ通」2015年4月2・9日合併号誌上のクロスレビューにおいて、32点を獲得しゴールド殿堂入りとなった。恋愛に前向きなタイプの主人公が好意的に受け入れられ、ゲームシステムに対しては「口説きの過程がうまくシステム化されている」「往年の王道恋愛シミュレーションを彷彿とさせる」等の評価を受けた。ゲーム進行が進むに連れてヒロインの見た目や内面に変化が現れる点も評価された一方で、個別ルート突入後はゲームが紙芝居的になるとの指摘もされた。
一般向けゲームを扱うニュースサイト「Gamer」のTOKENは、PlayStation Vita移植版のレビューの中で、コンセプトの段階から魅力的だったと評している。TOKENは本作の攻略対象者が4名とギャルゲーのヒロインとしてはやや少なく感じるものの、どのヒロインも基本的にノリがよく、主人公との会話の店舗も相まって魅力的に映ったと評しており、サブキャラクターたちもヒロインを食ってしまいそうなほど存在感が強いと述べている。また、TOKENはヒロインたちとの会話を通じて距離が近づいていく感じがしたと述べ、恋愛アドベンチャーゲームでありながらシミュレーション的な味わいもあるのは実際に遊んでみてより楽しめたと評している。